# 小前亮
小前 亮（こまえ りょう、1976年2月12日 - ）は、日本の小説家。島根県松江市生まれ。島根県立松江南高等学校卒業。東京大学文学部・東京大学大学院人文社会系研究科修士課程修了。専攻は中央アジア・イスラーム史。日本推理作家協会会員。
東大文学部在学中よりコラムニストとして歴史コラムの執筆を始める。有限会社らいとすたっふに入社後、田中芳樹の勧めで小説の執筆を始め、2005年に中国歴史小説『李世民』で作家デビュー。

## 作品リスト

### 小説
- 李世民（2005年6月 講談社 / 2008年9月 講談社文庫）
- 飛竜伝 宋の太祖 趙匡胤（2006年12月 講談社）
  - 【改題】宋の太祖 趙匡胤（2009年7月 講談社文庫）
- 十八の子 李巌と李自成（2007年11月 講談社）
  - 【改題】李巌と李自成（2010年6月 講談社文庫）
- エイレーネーの瞳 シンドバッド23世の冒険（2008年4月 理論社ミステリーYA!）
- 王道の樹（2008年10月 祥伝社）
  - 【改題】苻堅と王猛 不世出の名君と臥竜の軍師（2012年4月 祥伝社文庫）
- 三国志
  1. 桃園の誓い（2009年5月 理論社）
  2. 天上の舞姫（2009年7月 理論社）
  3. 関羽千里行（2009年10月 理論社）
  4. 伏竜の飛翔（2009年12月 理論社）
  5. 赤壁の戦い（2010年3月 理論社）
  6. 決意の入蜀（2010年5月 理論社）
  7. 五虎大将軍（2010年7月 理論社）
  8. 復讐の東征（2011年5月 理論社）
  9. 秋風五丈原（2011年8月 理論社）
  10. 見果てぬ夢（2011年8月 理論社）
- セレネの肖像（2009年6月 講談社ノベルス）
- 蒼き狼の血脈（2009年11月 文藝春秋 / 2012年6月 文春文庫）
- 姜維伝 諸葛孔明の遺志を継ぐ者（2010年3月 朝日新聞出版）
- 朱元璋 皇帝の貌（2010年11月 講談社 / 2014年1月 講談社文庫）
- 僕たちの関ヶ原戦記（2011年9月 光文社）
- 天涯の戦旗 タラス河畔の戦い（2011年10月 朝日新聞出版）
- 中原を翔る狼 覇王クビライ（2012年2月 文藝春秋）
  - 覇帝フビライ 世界支配の野望 （2015年8月 講談社文庫）
- 唐玄宗紀（2013年2月 講談社）
- 僕たちの本能寺戦記（2013年8月 光文社）
- 平家物語（2014年2月 小峰書店【上・下】）
- 月に捧ぐは清き酒 鴻池流事始（2014年3月 文藝春秋）
- 知の孤島（2014年6月 光文社）
- 賢帝と逆臣と 康熙帝と三藩の乱（2014年9月 講談社 / 2017年9月 講談社文庫）
- 残業税
  1. （2015年8月 光文社）
  2. マルザ殺人事件（2017年8月 光文社）
  3. マルザの憂鬱（2019年3月 光文社）
- 真田十勇士
  - 1 参上、猿飛佐助（2015年10月 小峰書店）
  - 2 決起、真田幸村（2015年12月 小峰書店）
  - 3 激闘、大坂の陣（2016年2月 小峰書店）
  - 外伝 忍び里の兄弟（2016年9月 小峰書店）
- 西郷隆盛
  - 上 維新への道（2017年10月 小峰書店）
  - 下 志士の夢（2017年10月 小峰書店）
- 劉裕 豪剣の皇帝（2018年6月 講談社 / 2021年5月 講談社文庫）
- 星の旅人 伊能忠敬と伝説の怪魚（2018年12月 小峰書店）
- 始皇帝の永遠 天下一統（2019年7月 講談社 / 2023年3月 講談社文庫）
- 添乗員さん、気をつけて 耕介の秘境専門ツアー（2019年8月 角川春樹事務所 ハルキ文庫）
- 新選組戦記
  - 上（2019年11月 小峰書店）
  - 中（2020年1月 小峰書店）
  - 下（2020年4月 小峰書店）
- ヌルハチ 朔北の将星（2021年11月11日 講談社）
- 服部半蔵 家康を天下人にした男
  - 上（2022年12月14日 小峰書店）
  - 下（2023年3月25日 小峰書店）
- あきらめなかった男　大黒屋光太夫の漂流記（2023年5月10日 静山社）
- ものがたり日本の乱
  1. 応仁の乱　終わらない戦いが始まる（2024年3月 理論社）
  2. 承久の乱　幕府と朝廷の絆がゆらぐ（2024年4月 理論社）
  3. 保元・平治の乱　移りゆく勝者と敗者（2024年6月 理論社）
  4. 平将門・藤原純友の乱　新皇と海賊（2024年9月 理論社）
  5. 壬申の乱　帝位はどちらの皇子に？（2024年12月　理論社）
- 江戸を照らせ 蔦屋重三郎の挑戦（2024年11月28日　小峰書店）

### アンソロジー
「」内が小前亮の作品 
- 銀河英雄伝説列伝〈1〉 晴れあがる銀河（2020年10月 創元SF文庫）「ティエリー・ボナール最後の戦い」

### その他
- 知られざる素顔の中国皇帝 歴史を動かした28人の野望 （2006年12月 ベストセラーズ）
  - 【改題】中国皇帝伝 歴史を動かした28人の光と影 （2012年8月 講談社文庫）
- 世界史をつくった最強の三〇〇人 （2011年9月 星海社新書 / 2018年10月 光文社 知恵の森文庫）
- 広岡浅子 明治日本を切り開いた女性実業家 （2015年9月 星海社新書）
- 渋沢栄一伝 日本の未来を変えた男（2021年1月 小峰書店）

### テレビ出演
- BS日テレ 「深層NEWS」　2016年3月14日（月）放送回
  - 「検証 広岡浅子と激動の時代　日本人に宿る挑戦の魂　女性が輝く秘けつとは」